# Вайс, Якоб
Якоб Вайс (нем. Jakob Weis; 13 мая 1879, Оммерсхайм, Мандельбахталь — 18 марта 1948, Цвайбрюккен) — католический священник Шпейерской епархии и писатель, являвшийся священником 12-й баварской пехотной дивизии в годы Первой мировой войны; также состоял католическим пастырем при верховном командовании армии — генерале Августе Макензене. Добровольно интернировался вместе с солдатами после окончания войны (1918—1920). Кавалер нескольких орденов, включая Железный крест I класса.

## Биография
Якоб Вайс родился 13 мая 1879 года в Оммерсхайме (Саар); 4 октября 1901 года он был рукоположён в священники в Шпейерском соборе. Затем он стал капелланов в районе Миттель города Бексбах (с 10 октября 1901 по 30 августа 1905), в Герсхайме (с 31 августа по 16 октября 1905) и в Ландау-ин-дер-Пфальц (17 октября 1905 по 30 июня 1909). С 1 июля 1909 года по 27 февраля 1921 года Вейс числился тюремным куратором в тюрьме Цвайбрюккен.
В годы Первой мировой войны, с 4 августа 1914 года, Вайс стал дивизионным пастором в баварской армии — оставался на данном посту до августа 1920 года. Первоначально он работал в полевом госпитале, а затем стал священником 12-й баварской пехотной дивизии. В конце войны он добровольно отправился в плен (был интернирован), чтобы продолжить пастырскую работу в «армии Маккензена», отрезанной в Румынии от основных сил после поражения Германской империи осенью 1918 года; был избран делегатом Немецкого Красного Креста. Имел множество наград, включая Железный крест I класса, который получил в качестве награды за личную храбрость в пастырской работе на фронте; кроме того являлся кавалером Железного креста II класса, баварского военного ордена «За заслуги» IV класса с мечами и прусской медали Красного креста III степени. Позже ему была вручён «Почётный крест Первой мировой войны» (без мечей).
Вернувшись с войны, Якоб Вайс продолжил службу капелланом: 1 марта 1921 года он стал приходским священником в Пирмазенсе, где он являлся активным сторонником строительства второй приходской церкви, активизировав работу уже существовавшего церковно-строительного объединения. С 1 апреля 1925 года он работал преподавателем в старшей школе (оберреальшуле), а затем — в гимназии в Цвайбрюккене. Здесь он принял активное участие в строительстве филиала церкви в районе Утвайлере (коммуна Герсхайм). Вышел на пенсию в 1940 году и продолжал жить в Цвайбрюккене, где продолжал пастырскую деятельность до своей смерти 18 марта 1948 года.

## Работы
В 1917 году Якоб Вейс опубликовал мемориальную книгу под названием «С баварской дивизией через Румынию», которая была посвящена тогдашнему командиру дивизии Хуго фон Хуллеру (1859—1931) и средства от продажи которой он пожертвовал солдатам:
- Mit einer Bayerischen Division durch Rumänien. Huber, Diessen bei München, 1917.

## Семья
Якоб Вайс являлся двоюродным дедушкой бывшего генерального викария и нынешнего официального епархиального чиновника Шпейерской епархии, соборного капеллана, доктора Норберта Вайса (род. 1950). Они оба принадлежат к семье епископа Шпейера Николауса фон Вайса (Nikolaus von Weis, 1796—1869).